# Ostracion nasus
Ostracion nasus, có tài liệu tiếng Việt gọi là cá nóc hòm mũi nhỏ, là một loài cá biển thuộc chi Ostracion trong họ Cá nóc hòm. Loài này được mô tả lần đầu tiên vào năm 1785.

## Từ nguyên
Từ định danh nasus theo tiếng Latinh nghĩa là "mũi", hàm ý đề cập đến phần mõm nhô ra như một bướu thịt ở loài này.

## Phân loại
O. nasus được một số nhà ngư học tách riêng thành chi Rhynchostracion. Khi Fraser-Brunner (1935) lập chi Rhynchostracion lần đầu tiên, ông đã phân biệt nó với các chi cá nóc hòm khác bởi sự phát triển của sống lưng, độ lồi của giáp thân và bướu mõm nhô ra trước miệng. Tuy nhiên, hai đặc điểm đầu tiên không tách biệt rõ ràng Rhynchostracion với các loài nóc hòm khác; ngoài ra, những con trưởng thành của Ostracion đều có bướu trên mõm như vậy. Chính vì thế mà nhiều tác giả khác đã đưa chúng trở lại chi này.

## Phân bố và môi trường sống
O. nasus có phân bố tương đối rộng ở khu vực Ấn Độ Dương - Thái Bình Dương, từ Sri Lanka và Ấn Độ trải dài về phía đông đến Palau và cụm đảo Chuuk, xa về phía bắc đến Bangladesh, phía nam đến bờ bắc Úc. O. nasus cũng xuất hiện tại vùng biển Việt Nam.
O. nasus sống trên nền đáy đá và cát ở độ sâu đến ít nhất là 80 m.

## Mô tả
Chiều dài cơ thể lớn nhất được ghi nhận ở O. nasus là 30 cm.  Thân có màu nâu vàng. Giữa các tấm vảy của giáp thân thường có một chấm đen nhỏ. Các chấm nhỏ tương tự cũng xuất hiện ở bắp đuôi và vây đuôi.
Số tia vây ở vây lưng: 9; Số tia vây ở vây hậu môn: 9; Số tia vây ở vây ngực: 9–10; Số tia vây ở vây đuôi: 10.

## Sinh thái
Theo nghiên cứu của Văn Lệ và cộng sự (2006), chưa phát hiện độc tính ở O. nasus (không gây chết người khi ăn dưới 1000 g cá nóc có chứa lượng độc dưới 10 MU/g).